# Pavel Juráček

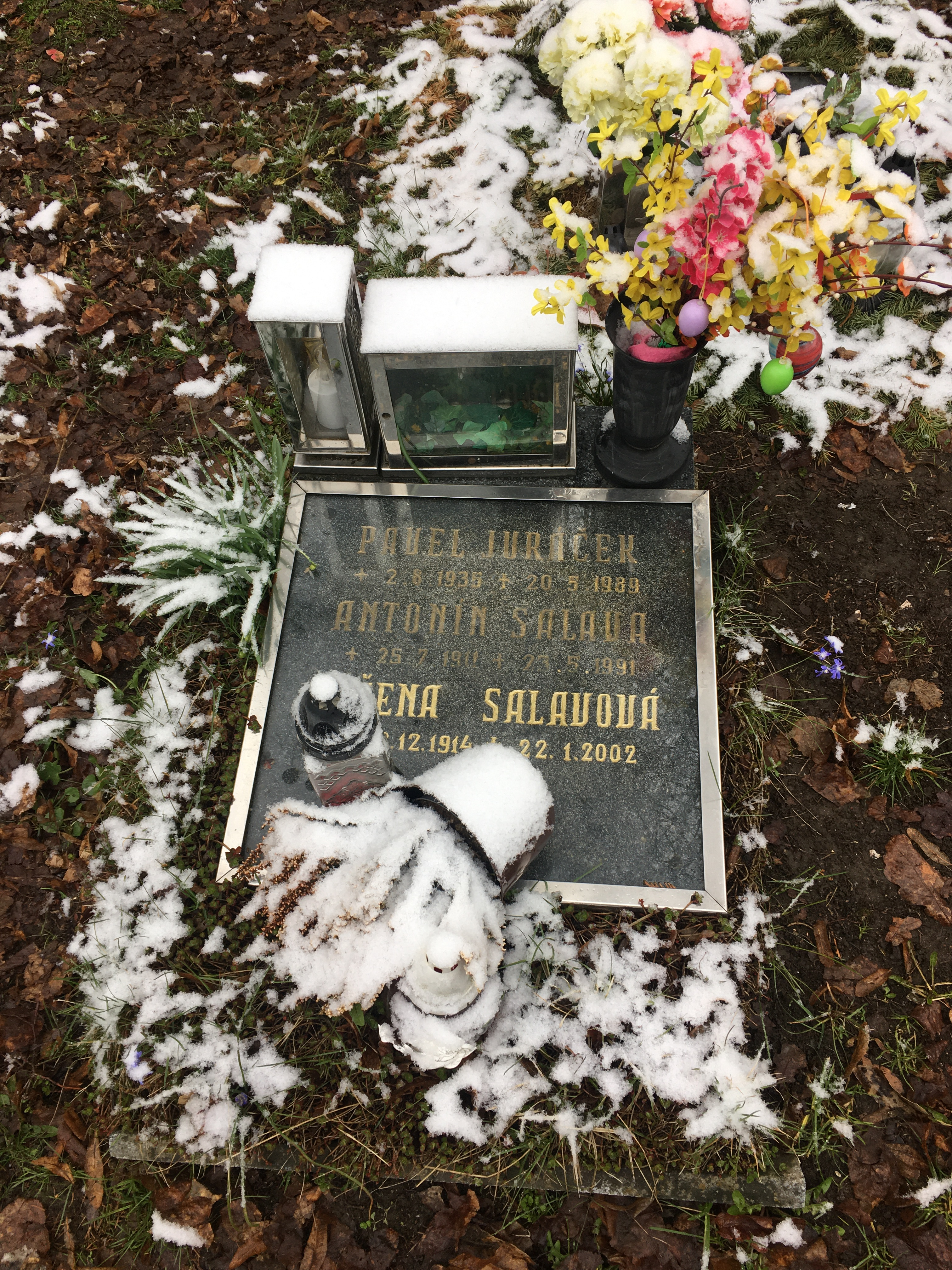
Náhrobek v Sadu vzpomínek na hřbitově v Příbrami

Pavel Juráček (2. srpna 1935 Příbram – 20. května 1989 Praha) byl český filmový režisér, scenárista a producent, výrazný představitel české nové vlny 60. let. Byl signatářem Charty 77.

## Život
Narodil se roku 1935 v Příbrami. V letech 1953–1956 studoval žurnalistiku a češtinu na tehdejší Filozofické fakultě Univerzity Karlovy, pověst „hýřila“ a bohéma však vedla k jeho vyloučení. Poté, v roce 1957, byl přijat ke studiu dramaturgie na FAMU (do roku 1961); dramaturgii studoval u profesora Františka Daniela a současně se už podílel na některých námětech či scénářích včetně Stropu Věry Chytilové. Úředně školu nedokončil, nastoupil do Filmového studia Barrandov, kde v letech 1962–1970 zastával funkci dramaturga. Natočil dva samostatné autorské filmy Každý mladý muž a Případ pro začínajícího kata, spolupracoval na snímcích Hynka Bočana, Karla Zemana či Jana Schmidta. V letech 1969–1970 vedl ve Filmovém studiu Barrandov producentské centrum (Skřivánci na niti, Ovoce stromů rajských jíme, Případ pro začínajícího kata). Na počátku 70. let byl propuštěn z Barrandova poté, co na rozdíl od svých kolegů odmítl souhlasit se sovětskou okupací. Po podpisu Charty 77 byl vyslýchán StB a nakonec donucen k odchodu za prací do SRN (1977–1983). Mezi českými a slovenskými filmovými režiséry byl jediný, kdo Chartu 77 podepsal. Ani v SRN, ani po návratu domů se mu však už na dřívější práci nepodařilo navázat. V květnu 1989 zemřel na rakovinu.
V roce 2020 vyšla v nakladatelství Torst vzpomínková kniha Dani Horákové O Pavlovi, která se v prestižní anketě Lidových novin stala Knihou roku. Kniha však obsahuje faktografické nepřesnosti.

## Filmy
- Postava k podpírání (1963)
- Každý mladý muž (1965)
- Případ pro začínajícího kata (1969)

Stal se jedním z výrazných představitelů československé nové filmové vlny, a to zejména třemi autorskými filmy: Postava k podpírání (1963, spolu s Janem Schmidtem), Každý mladý muž (1965) a Případ pro začínajícího kata (1969).

## Filmografie
- 1959 Auto bez domova – školní film FAMU; námět a scénář: Pavel Juráček, Jan Schmidt, režie: Jan Schmidt
- 1960 Hlídač dynamitu – školní film FAMU; námět: povídka Jana Drdy, scénář: Pavel Juráček, režie: Zdenek Sirový
- 1961 Černobílá Sylva – absolventský film FAMU; námět a scénář: Pavel Juráček, režie: Jan Schmidt
- 1963 Ikarie XB 1 – scénář: Pavel Juráček, Jindřich Polák podle románu Stanisława Lema, režie: Jindřich Polák
  - Postava k podpírání – námět: Pavel Juráček, literární scénář: Pavel Juráček, Jan Schmidt. Film byl v roce 1964 oceněn Velkou cenou filmového festivalu v Oberhausenu.
- 1964 Bláznova kronika – námět a scénář: Karel Zeman, Pavel Juráček, režie: Karel Zeman
- 1965 Nikdo se nebude smát – námět: povídka Milana Kundery, scénář: Pavel Juráček, Hynek Bočan, režie: Hynek Bočan
  - Každý mladý muž – námět, scénář, režie: Pavel Juráček. Za film byla udělena Pavlu Juráčkovi Výroční cena Víta Nejedlého za rok 1966.
- 1966 Konec srpna v hotelu Ozon – námět: Pavel Juráček, scénář: Pavel Juráček, Jan Schmidt, režie: Jan Schmidt
  - Sedmikrásky – námět: Pavel Juráček, Věra Chytilová, scénář: Ester Krumbachová, Věra Chytilová, režie: Věra Chytilová
  - Kinoautomat – člověk a jeho dům – námět a scénář: Miroslav Horníček, Ján Roháč, Radúz Činčera, Pavel Juráček, Vladimír Svitáček, režie: J. Roháč, R. Činčera, P. Juráček, V. Svitáček.
- 1969 Případ pro začínajícího kata – námět: knihy Jonathana Swifta Gulliverovy cesty k rozličným dalekým národům světa a Cesty do Laputy a Balnibari, scénář a režie: Pavel Juráček

## Knižně vydané dílo Pavla Juráčka a o něm, chronologicky
- JANOUŠEK, Jiří, ed. O něčem jiném. Praha: Orbis, 1965. 259 s. Filmy a tvůrci, sv. 1. Na obálce varianta názvu: 3 1/2. Pavel Juráček na s. 203–250. (Zahrnuti Věra Chytilová, Miloš Forman, Jaromil Jireš a P. Juráček.)
- Postava k podpírání. Kniha vydaná v roce 2001 je průřezem literární a filmovou tvorbou Pavla Juráčka. Obsahuje básně, povídky, realizované scénáře (Postava k podpírání, Případ pro začínajícího kata) a další texty, například filmovou povídku Golem, inspirovanou stejnojmenným románem Gustava Meyrinka. Sestavil a filmografií a bibliografií opatřil Miloš Fikejz, vydalo v Praze nakl. Havran. ISBN 80-86515-02-8.
- Deník: (1959–1974). Rozsáhlé zápisky (1075 stran) z původního listinného materiálu připravil k tisku Jan Lukeš a vydal knižně Národní filmový archiv v roce 2003 v edici Knihovna Iluminace (sv. 18). Jedná se o výběr z deníků. ISBN 80-7004-110-2
- Dvanáct osudů dvou staletí. Mezi dalšími jedenácti osobnostmi poprvé rozvedeny i životní osudy Pavla Juráčka. Autor a nakladatel Josef Fryš, bohatá fotografická dokumentace, Příbram 2006. ISBN 80-239-8119-6.
- Prostřednictvím kočky: (texty z let 1951–1958). Výbor z povídek a deníkových záznamů. Vydala Knihovna Václava Havla v roce 2014. První svazek Díla Pavla Juráčka. Editor Pavel Hájek. ISBN 978-80-87490-52-5.
- Situace vlka: (western 1971–1982). Filmová povídka, literární scénář, rozhlasová hra a další texty na motivy povídky Jacka Londona „Neočekávané“. Vydala Knihovna Václava Havla v roce 2015. Desátý svazek Díla Pavla Juráčka. ISBN 978-80-87490-62-4.
- Postava k podpírání: (groteska 1962–1963). Scénář unikátního „kafkovského“ středometrážního filmu Pavla Juráčka z r. 1963. Vydala Knihovna Václava Havla v roce 2016. Čtvrtý svazek Díla Pavla Juráčka. ISBN 978-80-87490-66-2.
- Deník I., 1948–1956. (Torst, 2017); připravila k vydání, jmenný rejstřík a ediční poznámka Marie Kratochvílová, 1023 s. ISBN 978-80-7215-544-6.
- Deník II., 1956–1959. (Torst, 2017); připravila k vydání, redigovala, jmenný rejstřík a ediční poznámka Marie Kratochvílová, 807 s. ISBN 978-80-7215-545-3.
- SCHNAPKOVÁ, Andrea a kol. Postava k podpírání: kritické a analytické studie. Praha: Casablanca, 2017. 134 s. Filmová mozaika, sv. 4. ISBN 978-80-87292-38-9.
- Deník III., 1959–1974. (Torst, 2018); připravila k vydání, jmenný rejstřík, rejstřík filmů a ediční poznámka Marie Kratochvílová, 1095 s. ISBN 978-80-7215-571-2.
- Deník IV., 1974–1989. (Torst, 2021); uspořádala, k vydání připravila a edičně komentovala Marie Kratochvílová, 1234 s. ISBN 978-80-7215-681-8.
- HORÁKOVÁ, Daňa. O Pavlovi. Praha: Torst, 2020. 488 s. ISBN 978-80-7215-592-7.
- FRYŠ Josef. Pavel Juráček: černé svědomí moci. Hostivice: Baron, 2023. 256 s. ISBN 978-80-88121-82-4.

## Filmy o Pavlu Juráčkovi
- Klíč k určování trpaslíků aneb poslední cesta Lemuela Gullivera (2002), režie Martin Šulík

## Audio
- HORÁKOVÁ, Daňa. O Pavlovi [zvukový záznam]. [Praha]: Tympanum, ℗2021. 2 audiodisky (16 hod., 58 min.).